# Yulduz Usmanova
Yulduz Usmanova ou Youldouz Ousmanova (en ouzbek : Yulduz Usmonova, Юлдуз Усманова. En turc Yıldız Usmonova), née le 12 décembre 1963  à Marguilan) est une des chanteuses les plus populaires d'Ouzbékistan. Elle chante en ouzbek, turc et persan.

## Biographie
Ses parents travaillaient dans l'industrie de la soie. Elle est la sixième d'une famille de huit enfants. Découverte lors d'un spectacle, elle est admise au Conservatoire d'État d'Ouzbékistan à Tachkent, en 1984, où elle travaille sa voix, puis se spécialise dans le maqâm.
Le 31 août 1991, l'Ouzbékistan déclare son indépendance: elle se passionne pour la naissance de cette nouvelle république, et fait partie du Parlement. Depuis le festival Voice of Asia de la même année, elle devient l'une des principales artistes de musique pop de ce pays, mêlant musique traditionnelle maqam et pop, intégrant des instruments du cru (doira, saz, tambur, ...). Elle donne de nombreux concerts, avec un succès public, et enregistre plusieurs albums. Les enregistrements pour le label allemand Blue Flame lance sa carrière internationale. En 1999, elle enregistre à Amsterdam l'album Yulduz, pour Sony Music. L'album suivant, Bilmadim, est enregistré en Jamaïque, avec la participation du guitariste Ernest Ranglin. 
Mais quelques années plus tard, elle est poussée à s'exiler en Russie, puis aux États-Unis et, en 2008, en Turquie. En 2010, un de ses titres, consacré aux violents affrontements cette année-là entre Kirghizes et Ouzbeks minoritaires dans la partie kirghize de la vallée de Ferghana, et aux centaines de morts ouzbeks, et enregistré sous le coup de l'émotion, a été critiqué par certains, ne participant pas à faire baisser la tension entre ces deux communautés,.

## Discographie
- Alma alma, 1993 ; Blue Flame, 1998
- Jannona, 1995 ; Blue Flame, 1997
- Binafscha, 1996 ; Blue Flame, 1997
- Dünya, 1999
- Yulduz, Sony Music, 1999
- The best of Yulduz Usmanova, Blue Flame, 2000
- Bilmadim, Dg Diffusion Musique, 2004.

## Filmographie
| Année | Film                        | Rôle            | Notes |
| ----- | --------------------------- | --------------- | ----- |
| 1991  | Temir erkak                 | Yulduz          |       |
| 1992  | Olov qaʻridagi farishta     | Nargiza         | Chant |
| 1995  | Bolajon                     | Yulduz Usmanova | Caméo |
| 2000  | Tohir va Zuhra yangi talqin | Yulduz Usmanova | Caméo |
| 2004  | Muhabbat sinovlari 2        | Yulduz Usmanova | Caméo |
| 2004  | Qalblar toʻlqini            | Nodira          | Chant |
| 2004  | Sarvinoz                    | Yulduz Usmanova | Caméo |

| Année | Film                          | Rôle                                  | Notes |
| ----- | ----------------------------- | ------------------------------------- | ----- |
| 1990  | Temir xotin                   | Iron Woman                            |       |
| 1991  | Temir erkak                   | Iron Man                              |       |
| 1992  | Olov qaʻridagi farishta       |                                       |       |
| 1992  | Kim jinni?                    |                                       |       |
| 1995  | Bolajon                       |                                       |       |
| 2000  | Tohir va Zuhra yangi talqinda | Tohir and Zuhra (Nlle interprétation) |       |
| 2004  | Muhabbat sinovlari 2          |                                       |       |
| 2004  | Qalblar toʻlqini              |                                       |       |
| 2004  | Sarvinoz                      | Sarvinoz                              |       |
| 2005  | Nahotki, sen?                 |                                       |       |
| 2007  | Boʻrilar                      | Wolves                                |       |
| 2009  | Oshiqlar                      |                                       |       |
| 2013  | Ojiza                         |                                       |       |
| 2015  | Yolgʻon dunyo                 |                                       |       |

| Année | Titre de chanson    | Artiste          |
| ----- | ------------------- | ---------------- |
| 2007  | Bir kuning baxsh et | Nilufar Usmanova |